# Elemér Szentirmay

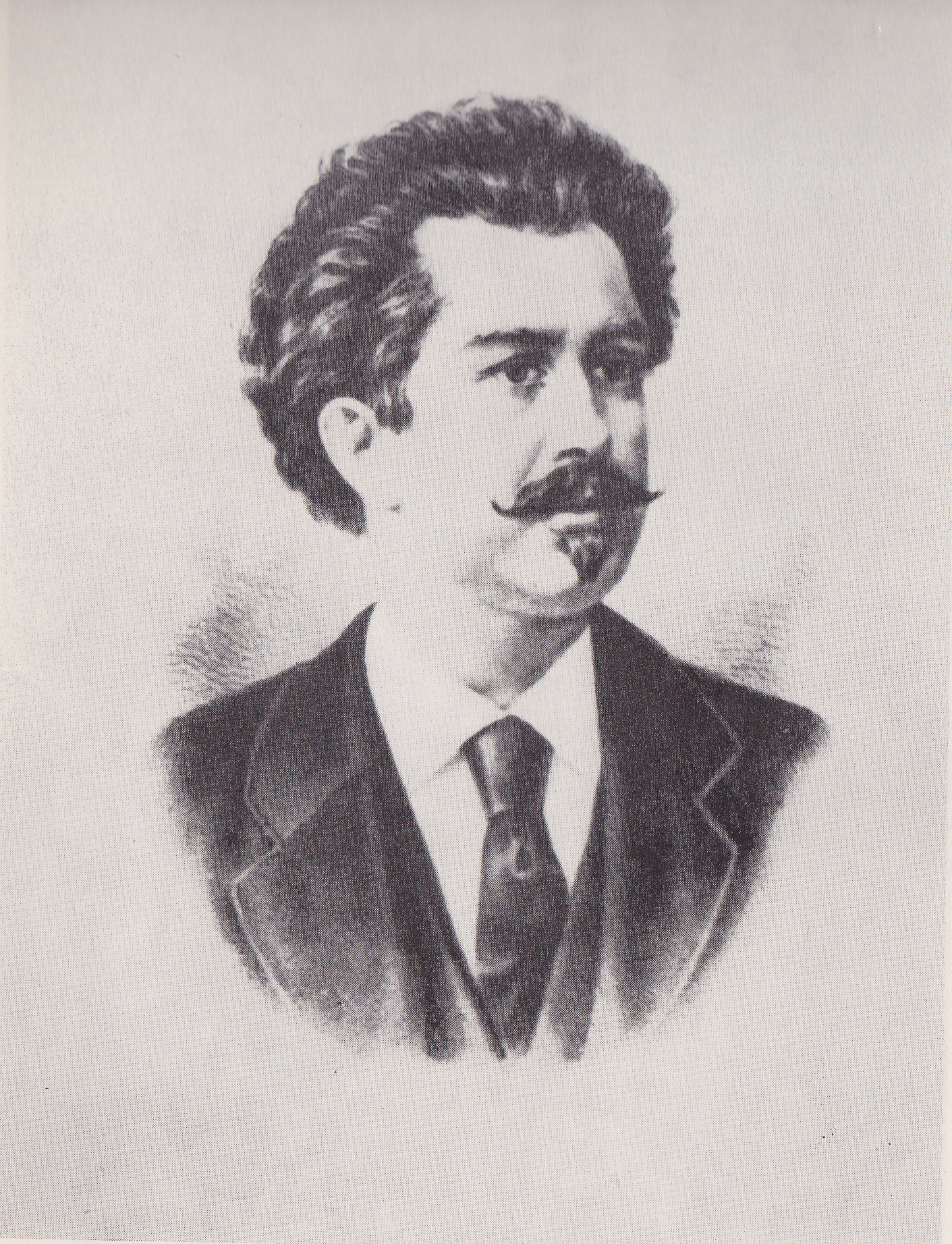
Elemér Szentirmay (1880)

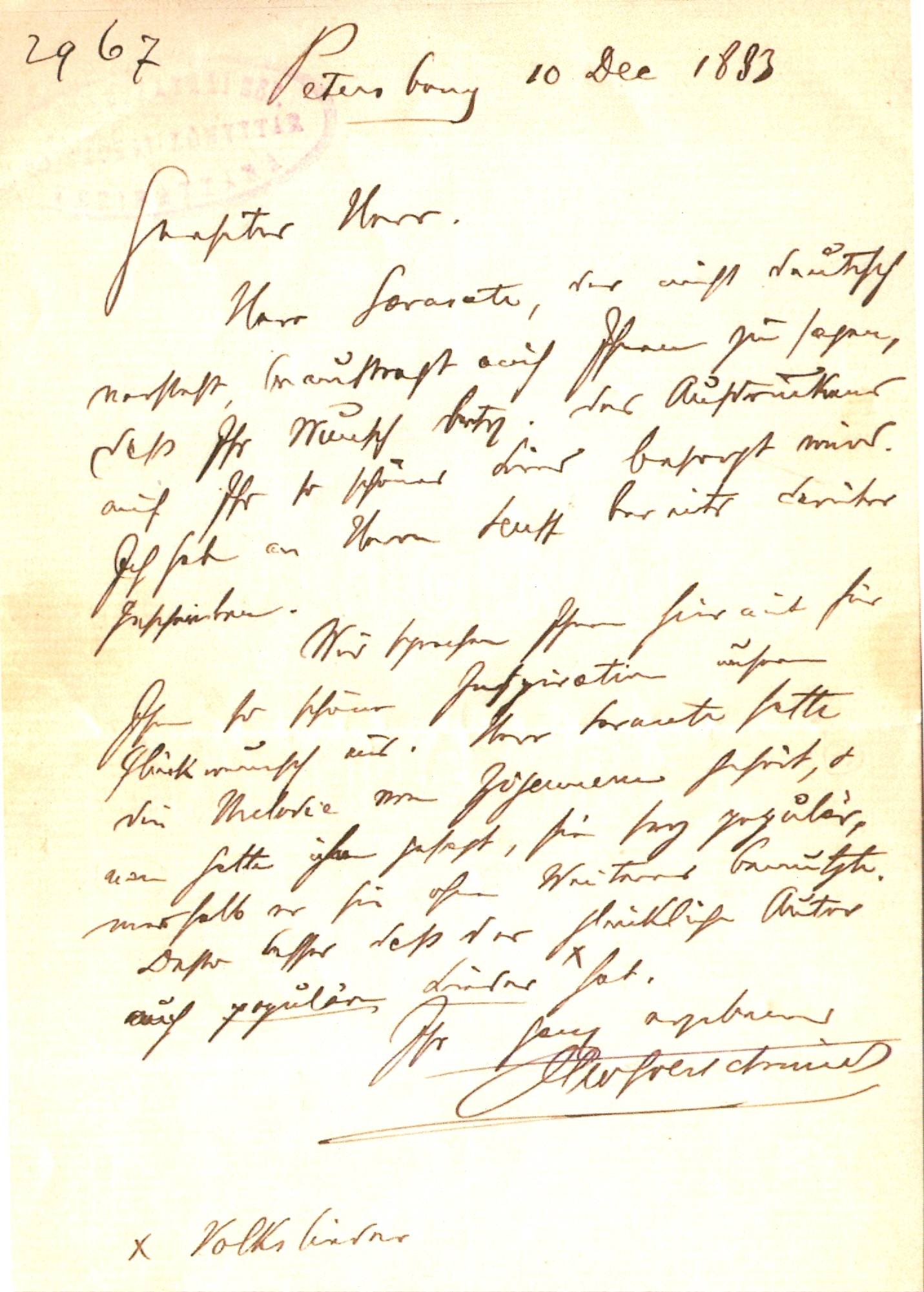
Otto Goldschmidt schreibt im Namen von Sarasate einen Brief an Szentirmay (1883)

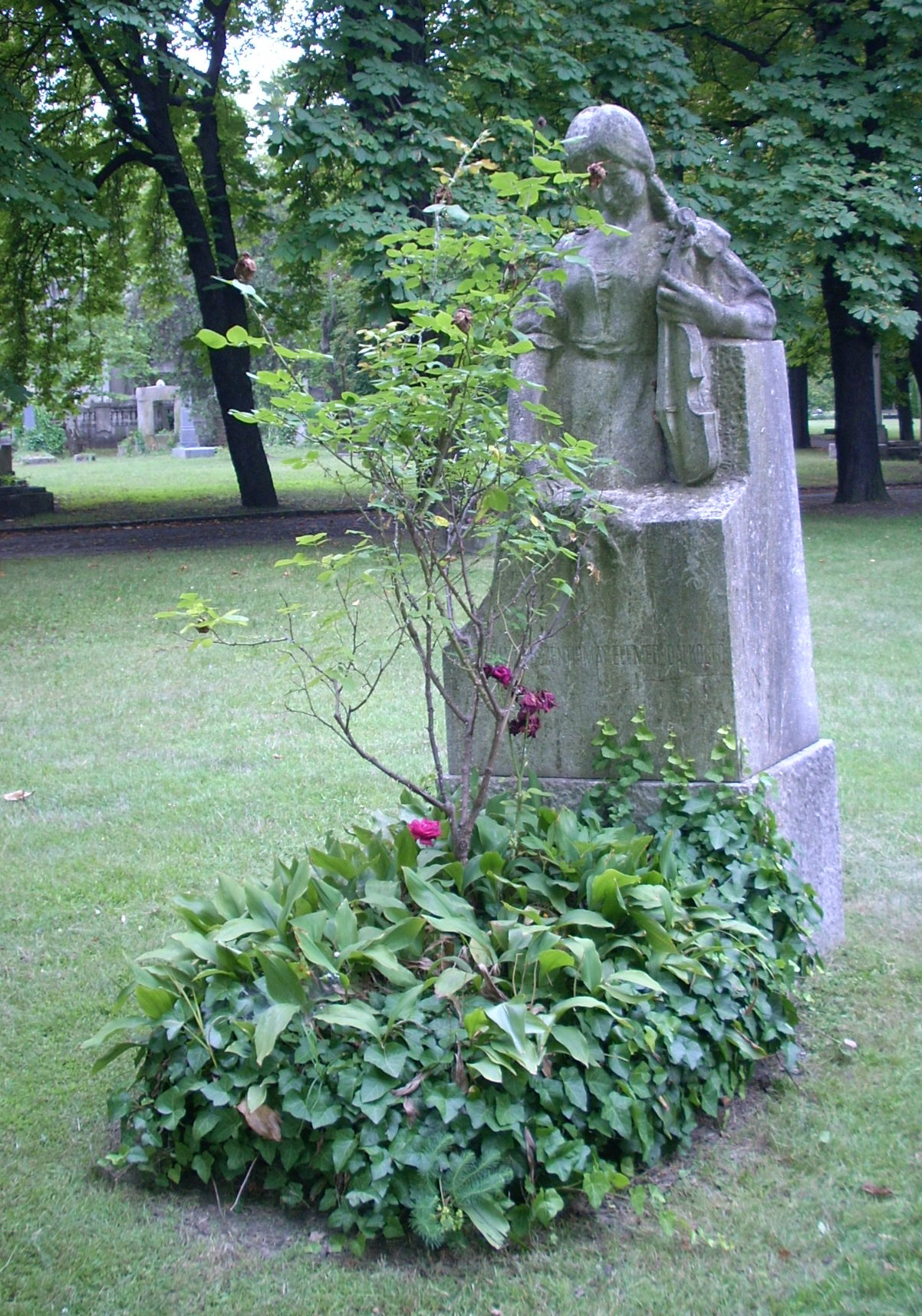
Grab auf dem Kerepesi temető

Elemér Szentirmay (geboren als János Németh 9. November 1836 in Sopronhorpács, Komitat Sopron, Kaisertum Österreich; gestorben 3. Oktober 1908 in Budapest) war ein ungarischer Komponist.

## Leben
János Németh studierte Jura und wurde Stuhlrichter im Komitat Fehér. Ab 1862 betrieb er eine Landwirtschaft in Alsószentiván und freundete sich mit dem älteren Dichter János Vajda an. Im Jahr 1865 zog er nach Pest, wo er Abteilungsleiter für Schadensabschätzungen bei der „Első Magyar Általános Biztosító Társaság“ (Erste Ungarische Versicherungsgesellschaft) wurde. Nach seiner Pensionierung zog er nach Cinkota (heute im 16. Bezirk in Budapest).
Seit 1871 nannte er sich Elemér Szentirmay. Er hatte schon vorher komponiert und schrieb nun
Gesangseinlagen für Volksstücke. Seine Lieder wurden von Lujza Blaha interpretiert und wurden dadurch berühmt. Einige seiner etwa 400 Lieder wurden zum ungarischen Volksgut. Pablo de Sarasate plagiierte die Melodie aus dem Lied „Csak egy szép lány van a világon“ im dritten Satz seiner Zigeunerweisen. Er nannte Szentirmay in der Komposition erst nach dessen Hinweis. Melodien von Szentirmay wurden auch in zwei der Ungarischen Tänze von Johannes Brahms gefunden, Béla Bartók und Zoltán Kodály führten seine Komposition Utca, Utca 1906 in ihrer ersten Volksliedsammlung auf.
Szentirmay schrieb auch Novellen und Theaterstücke, das Stück „Egy kis csel“ wurde 1863 und „A pórul járt kommisszárius“ 1868 am Budaer Volkstheater uraufgeführt.
Szentirmay wurde in einem Ehrengrab auf dem Kerepesi temető bestattet.

## Werke (Auswahl)
- Zengö bokor énekhangra zongorakisérettel. Partitur. Budapest : Táborszky és Parsch, 1876
- Zengö bokor : 1. Selymes Panna, 2. Sezeretni, 3. Gyászba borult, 4. Hét utzca van a mi falunkban, 5. A biróval, 6. A rózsának tövise van ; 136ik mü. Partitur. Budapest : Táborszky és Parsch, 1886